# Aeroclube de São Paulo
O Aeroclube de São Paulo (ACSP) é uma associação de pilotos e escola de aviação civil, localizando-se no Aeroporto Campo de Marte no bairro de Santana, zona norte da cidade de São Paulo.
Fundado em 8 de junho de 1931, é hoje umas das mais antigas escolas de aviação civil ainda em funcionamento no Brasil.
Atualmente o ACSP conta com dois hangares para aeronaves, escola de aviação com cursos teóricos e práticos, simulador de voo, museu histórico do Aeroclube de São Paulo, além de abrigar uma filial do Bar Brahma.
O Aeroclube possui uma estrutura organizacional bem definida e composta por Diretor, Vice-diretor e diretorias específicas a setores administrativos, tais como diretoria Social, Técnica, de Instrução dentre outras, sendo estes em sua totalidade membros eleitos por conselhos e associados.

## História
O ACSP nasceu com o objetivo de formar pilotos privados e comerciais que eventualmente poderiam servir na Revolução de 1932.
Os aviões disponíveis na época eram biplanos, o francês Henry Loren e o alemão Bücker. Os uniformes de piloto daquela época eram: macacão, toca de couro, óculos e cachecol, para proteger o piloto, pois estas aeronaves tinham o cockpit aberto.
Em 1940 o ACSP começou a renovar a sua frota, e começou a contar com as aeronaves modelos CAP4/P56 Paulistinha. Cessna 170/172, Fairchild PT-19, Fairchild W-24, Piper PA-18, Piper PA-20 e Vultee BT-15.
Atualmente a frota de aeronaves dispõem do Diamond DA20, Diamond DA40, Piper Cherokee, Bellanca Decathlon, Embraer Tupi, Embraer Corisco e Piper Seneca.
O Aeroclube de São Paulo também é proprietário de uma réplica do 14-bis, hoje exposta no Museu TAM em São Carlos.

## Cursos
Os cursos oferecidos pelo aeroclube são:
Cursos Teóricos:
- Piloto Privado (PPA e PPH) asa fixa (Avião) e asa rotativa (Helicóptero) respectivamente,
- Piloto Comercial (PPA e PPH) asa fixa e asa rotativa respectivamente,
- Instrutor de voo (INVA)
- Comissário de voo (CMS)

Cursos Práticos:
- Piloto Privado (PP)
- Piloto Comercial (PC)
- Instrutor de voo, estes somente na modalidade asa fixa (INVA).

OBS: Os cursos práticos de asa rotativa são ministrados em outras escolas, à escolha do aluno.

## Aeronaves
Diamond DA40 (Star)
Matricula : PP-IVF

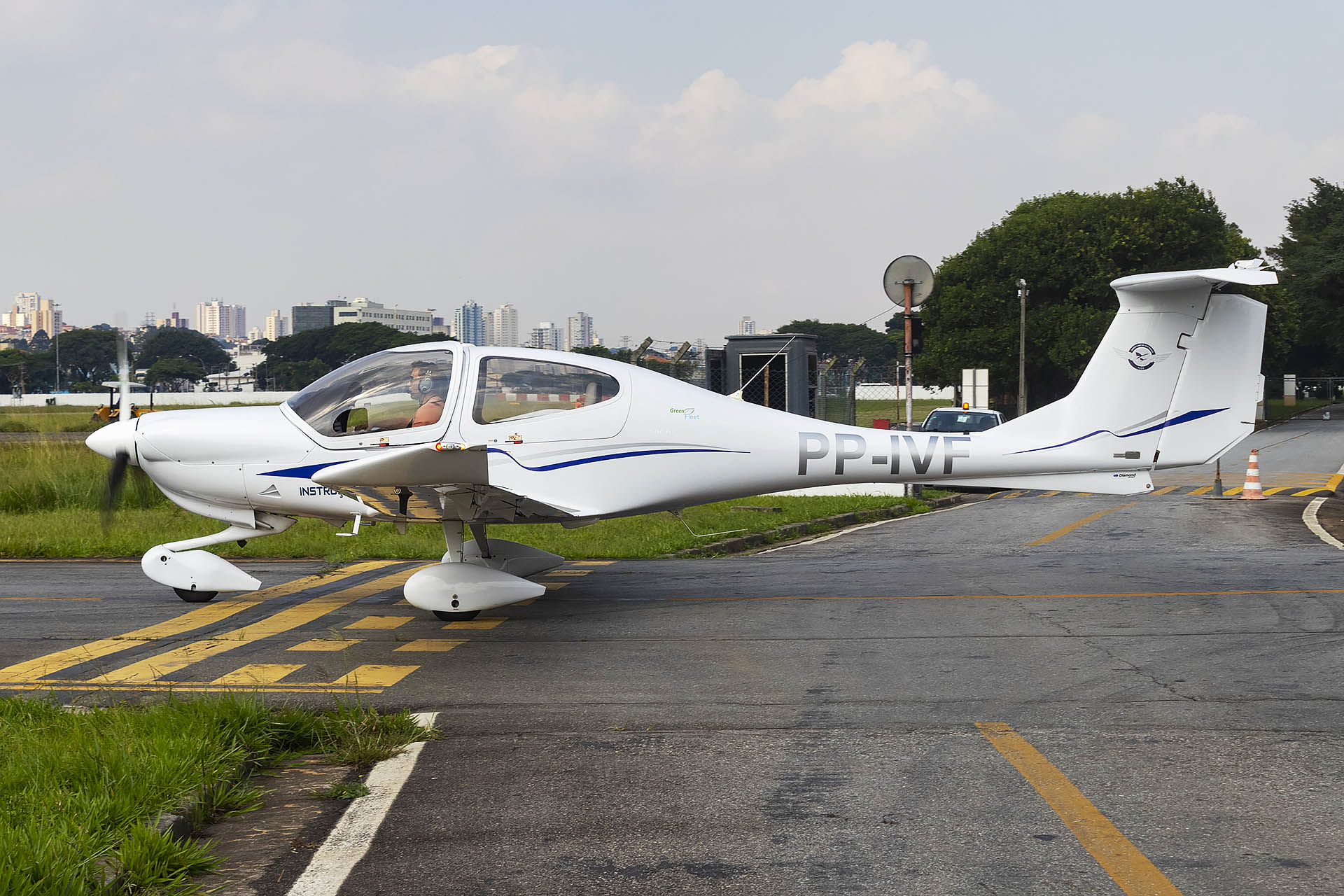
DIamond DA40 do Aeroclube de São Paulo, registro PP-IVF.

O Diamond DA40 Star é uma aeronave leve de projeto austríaco com base em um modelo antecessor o Diamond DA20 porém esse com 4 assentos, fabricado no Canadá e Austria pela Diamond Aircraft Industries, sua tecnologia embarcada é muito sofisticada possuindo Glass Cockpit Garmin G1000.

Diamond DA20 (Eclipse)

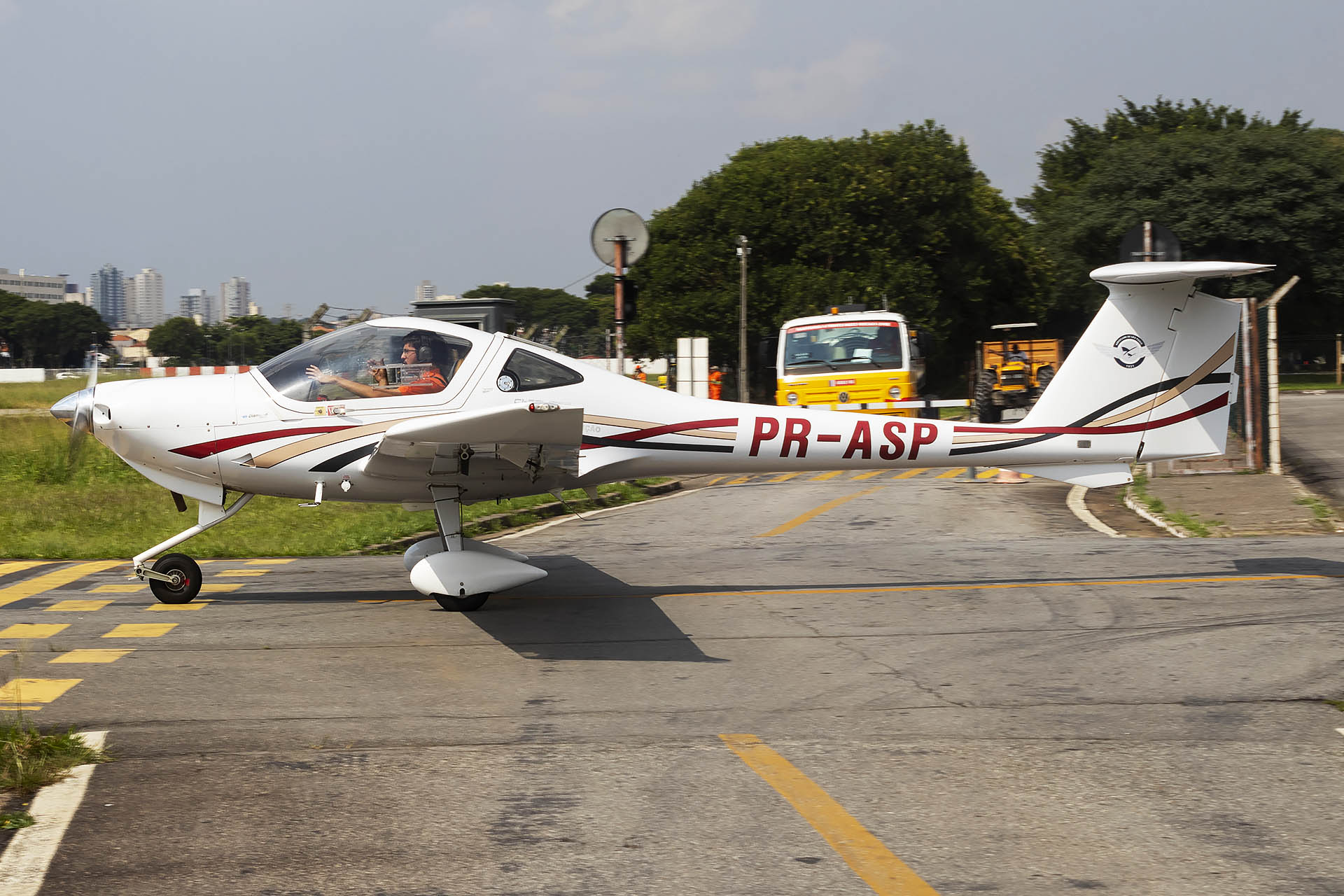
O Diamond DA20 de registro PR-ASP do Aeroclube de São Paulo.

Matriculas : PR-ASP, PR-DDB, PR-SAO, PR-SAU
O Diamond DV20 / DA20 é uma aeronave leve de aviação geral para dois lugares concebida na Áustria. Desenvolvido e fabricado pela fabricante de aviões austríaca Diamond Aircraft, foi originalmente produzido na Áustria como o DV20.

Embraer Tupi (EMB-712)

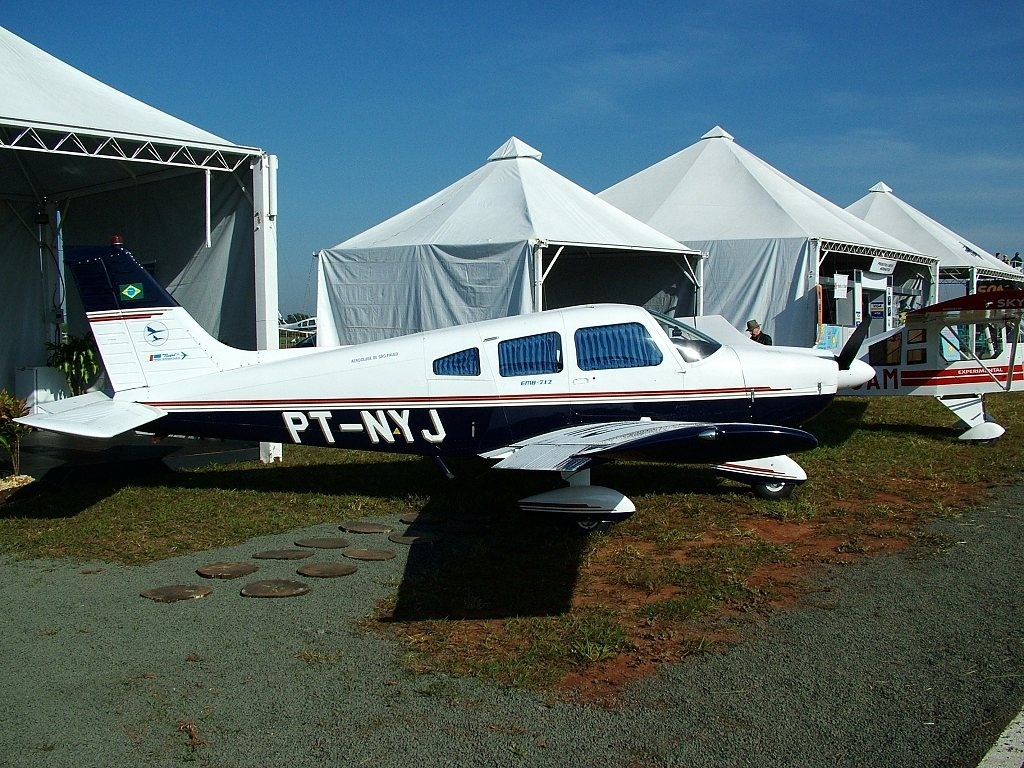
Embraer Tupi P28A-180

Matriculas : PT-NXS, PT-NTY, PT-NYJ, PT-NUU, PT-NVB
Lançado em 1979 no Brasil, em 1980 já era considerado o mais barato e simples avião de turismo do país, além de ser econômico e apresentar alto nível de segurança, o que proporcionou grande aceitação entre os aeroclubes e o mercado nacional, com um total de 145 unidades fabricadas.

Piper Cherokee (PA-28-140)

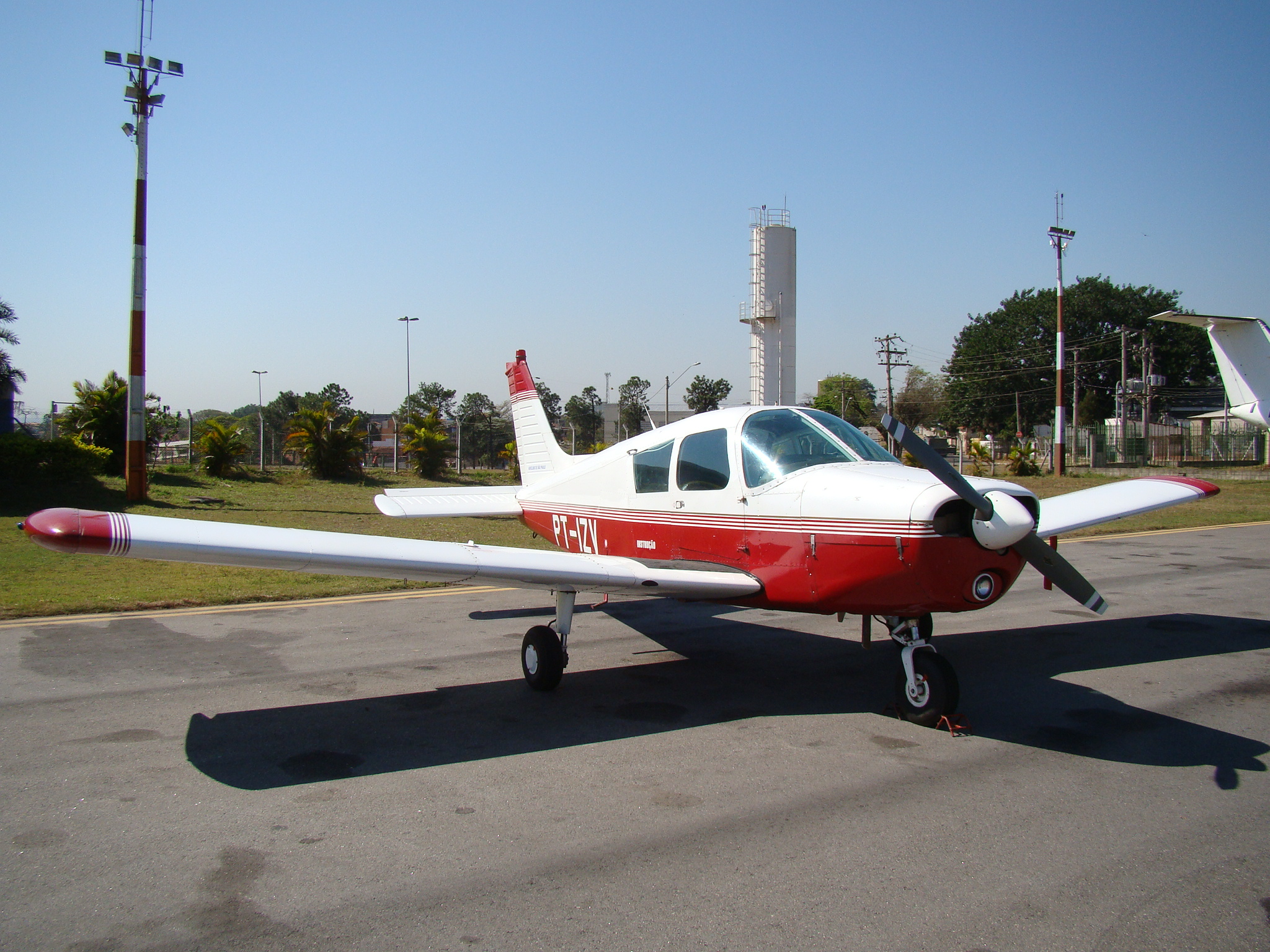
Piper Cherokee PA-28A-140

Matriculas : PT-IZN, PT-IZQ, PT-IZO, PT-IZS
O PA-28A-140 surgiu da necessidade da Piper, na década de 1960, de dispor de uma aeronave versátil e de baixo custo. Imediatamente, o modelo despertou sua vocação como treinador, especialmente em função de sua resistência e simplicidade.
Embraer Corisco (EMB-711)
Matricula: PT-NKH
Dentro do acordo de licenciamento com a Piper, a Embraer passou a produzir no país o P28R, batizado no Brasil de EMB 711 Corisco. O modelo é famoso por seu desempenho, proporcionado pelo motor Lycoming de 149,2 kW (200 hp), que garante uma excelente velocidade de cruzeiro.

Piper Seneca I(PA-34-200)
Matricula: PR-FTX

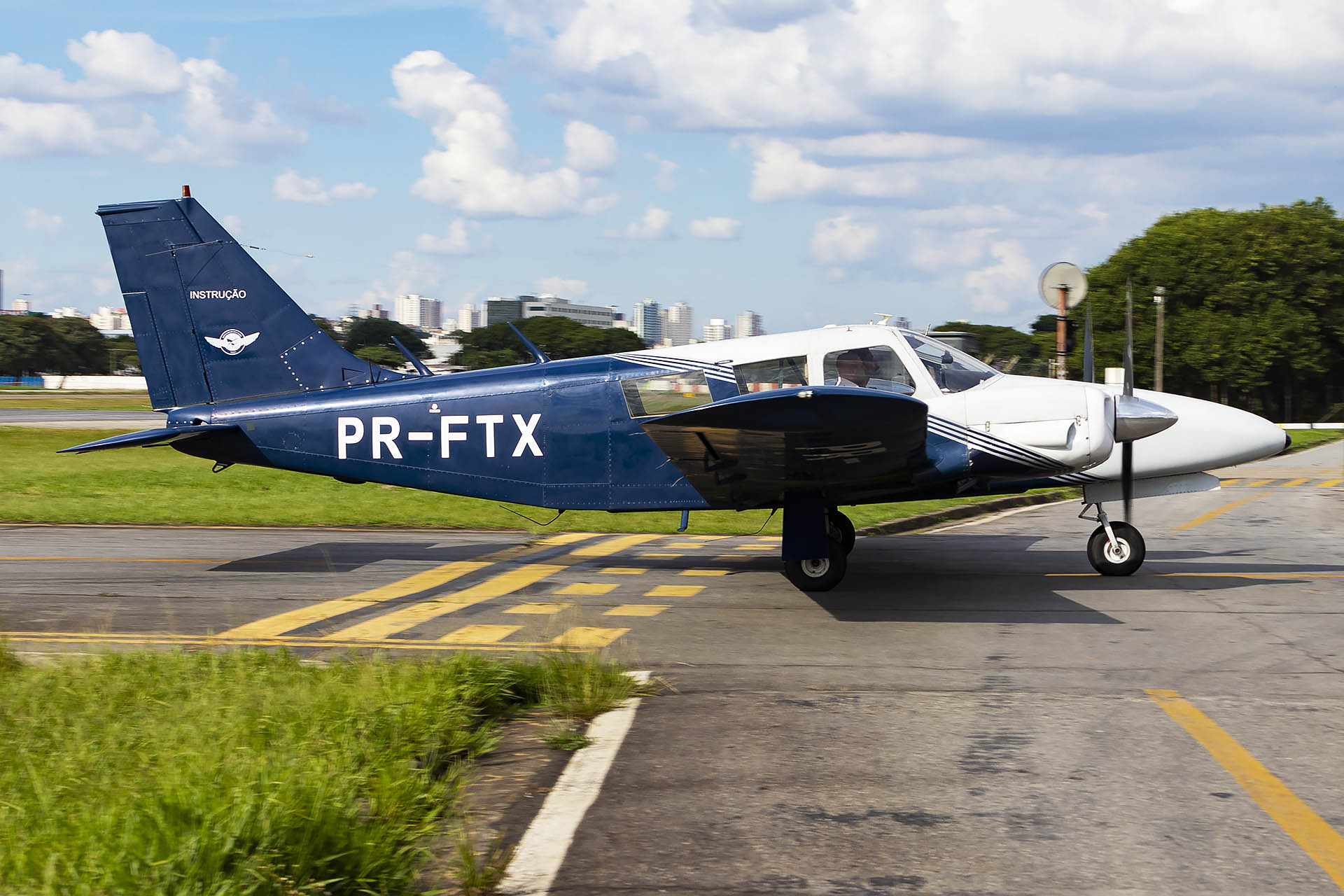
Piper Seneca I do Aeroclube de São Paulo, registro PR-FTX.

Sinônimo de avião bimotor, o Seneca continua sendo um dos aviões mais vendido no mundo na sua classe e, durante o período em que foi produzido no Brasil, chegou a representar quase 30% de todos os aviões leves entregues pela Embraer, que montou 876 unidades.

Bellanca 8KCAB Decathlon
Matricula: PT-OSP

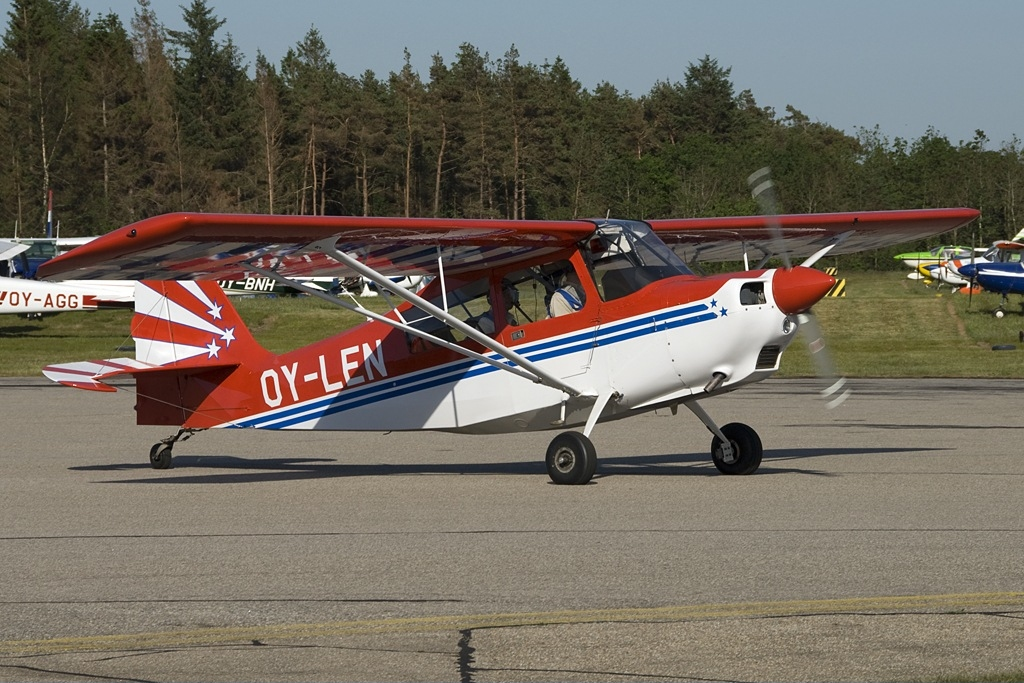
Aeronave Decathlon semelhante ao PT-OSP do Aeroclube de São Paulo

Com 180hp de potência, o Decathlon permite que você consiga explorar todo o universo das aeronaves de acrobacia, permitindo realização de loopings, tunôs, parafusos, hammerheads e diversas outras. Colocando o Aeroclube de São Paulo na rota para a também instrução de voos mais avançados.